# Worteldruk
Worteldruk is het mechanisme van planten, waarbij water met mineralen door de houtvaten in het xyleem vanuit de wortels omhoog gebracht wordt naar de bladeren. De worteldruk bestaat echter in veel planten niet en is zeker niet voldoende om een waterkolom in de lucht te hijsen.
De worteldruk wordt opgebouwd, doordat er een accumulatie van mineralen plaatsvindt in het merg-parenchym (weefsel rondom het xyleem). Hierdoor stijgt de osmotische waarde in het mergparenchym en verplaatst water zich vanuit het schorsparenchym (cortex) via de endodermis naar het mergparenchym. Het water wordt dan in de houtvaten geperst in verband met de overdruk die is ontstaan en het water wordt omhooggedrukt.
De belangrijkste factor voor watertransport naar boven is echter de cohesie-adhesie theorie:
- de adhesie van watermoleculen (en oppervlaktespanning) aan de celwanden in de bladcellen en het xyleem is zeer belangrijk om de zwaartekracht te overwinnen;
- cohesie tussen watermoleculen zorgt voor de overdracht van de zuigkracht van blad naar stengel naar wortel. Deze zuigkracht ontstaat door de verdamping van water aan het bladoppervlak.

Beide verschijnselen dragen bij tot de capillaire werking. Op grote hoogtes kunnen er echter breuken in de waterkolom (luchtbellen) ontstaan waardoor het transport blokkeert.

## De hoogste boom
In de Nationale Wetenschapsquiz van 2003 werd gevraagd waarom bomen niet hoger worden dan 120 meter. Het antwoord was hierop:
De worteldruk zorgt ervoor dat het water omhoog wordt geduwd. Door de capillaire werking van de houtvaten wordt ook water naar boven getrokken. De kracht die overwonnen moet worden is de zwaartekracht. Het is duidelijk dat op een bepaalde hoogte de zwaartekracht het gaat winnen. Het officiële antwoord op de vraag bij de wetenschapsquiz is mogelijk echter niet het hele verhaal: er wordt alleen gesproken van zuigkracht, oftewel de capillaire werking. De worteldruk, die niet wordt genoemd, speelt mogelijk ook nog een rol in het verhaal, zij het verwaarloosbare.